# Chrysobothris australasiae
Chrysobothris australasiae es una especie de escarabajo del género Chrysobothris, familia Buprestidae. Fue descrita científicamente por Hope en 1846.